# Polydoor Lippens

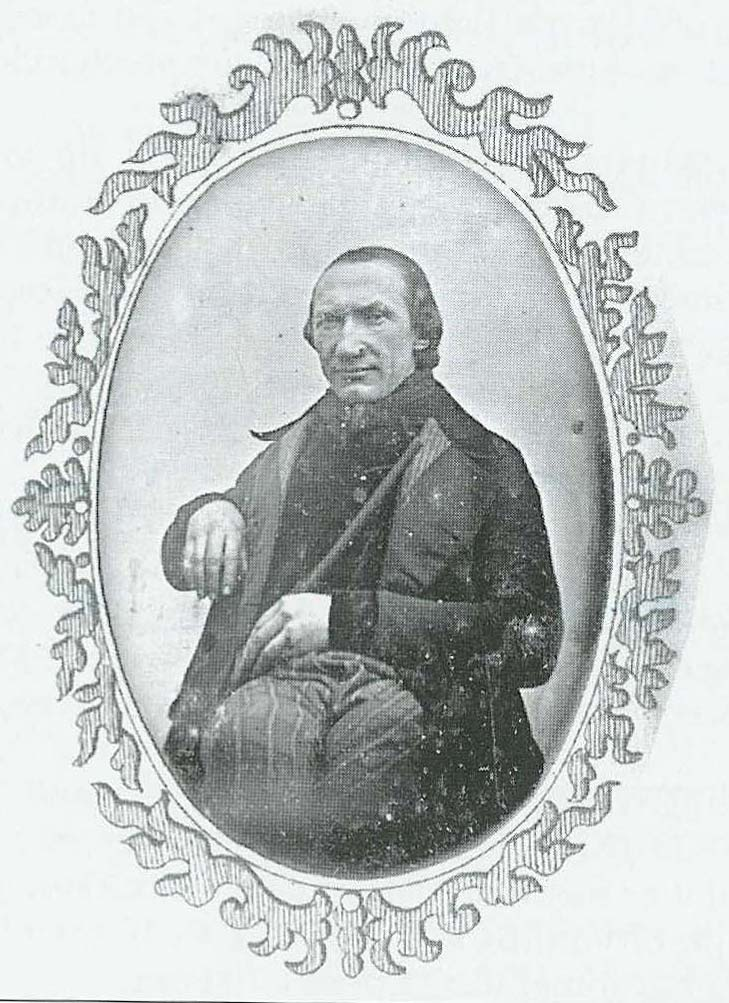
Polydoor Lippens (zelfportret uit 1850).

Polydore Louis (Polydoor) Lippens (Eeklo, 16 maart 1810 – aldaar, 9 mei 1889) was een Belgische ingenieur, bekend geworden als uitvinder van onder meer de elektrische bel.

## Loopbaan
Lippens werd in de Belgische stad Eeklo geboren als zoon van Jean François (Jan) Lippens, een bakker, en Francisca Barbara Du Bosch. Hij studeerde af als ingenieur, na studies in Brussel en Parijs. 
In 1838 werd hij door de Belgische regering naar Londen gestuurd om er de bevindingen van Charles Wheatstone te gaan bestuderen. In 1841 werd hij bekroond als uitvinder van de elektrische motor voor een miniatuurtrein. Van 1850 tot 1866 werkte hij voor de Belgische Spoorwegen en liet in die tijd negen brevetten deponeren in verband met verbeteringen in de telegrafie.
In 1850 vond hij het trilmechanisme voor de elektrische bel uit, de trilschel. Het octrooi hiervoor werd door verschillende uitvinders aangevochten, maar uiteindelijk in 1858 in Parijs aan Lippens toegekend.  Verder betoonde hij ook veel belangstelling voor de opkomende fotografie, als amateur maar ook professioneel in een eigen atelier in Brussel.
Te Brussel was hij huisleraar fysica van de kinderen van koning Leopold I, om in 1863 terug in Eeklo te komen wonen. In 1869 werd hij ridder in de Leopoldsorde.
Ter gelegenheid van de honderdste verjaardag van zijn overlijden in 1989 werd op initiatief van VVV Eeklo een borstbeeld onthuld aan het treinstation van Eeklo.